# アウビノ・フリアサ・カルドーゾ
アウビノ・フリアサ・カルドーゾ（Albino Friaça Cardoso、1924年10月20日 - 2009年1月12日）は、ブラジル出身の元サッカー選手。ポジションはフォワード。

## 経歴
現役時代は、1947年と1952年のカンピオナート・カリオカで優勝、1949年のカンピオナート・パウリスタで優勝し得点王になった。1948年のカンペオナート・スダメリカーノ・デ・カンペオネスで優勝。
ブラジル代表では、1949年にコパ・アメリカで優勝した。
1950 FIFAワールドカップのマラカナンの悲劇においてゴールを決めたが、チームは1対2で逆転負けを喫した。
2009年1月、肺炎による臓器不全のため亡くなった。